# Brøderbund Software
Brøderbund Software était une entreprise américaine de développement de jeux vidéo, de logiciel éducatif et outils de productivité. La société est connue comme le créateur et éditeur original du jeu populaire Where in the World Is Carmen Sandiego? de 1985. La Brøderbund est également connu pour les jeux vidéo 8 bits à succès Choplifter!, Lode Runner, Karateka et Prince of Persia (tous originaires d'Apple II). On lui doit par ailleurs le logiciel The Print Shop - à l'origine destiné à l'impression d'affiches et de bannières sur des imprimantes matricielles. La compagnie a égalament distribué la série originale Myst / Riven, créée par Cyan.
La société fut fondée à Eugene, dans l'Oregon et fut par la suite déplacée à San Rafael en Californie, et finalement à Novato, toujours en Californie. La Brøderbund a été acheté par The Learning Company, anciennement SoftKey, en 1998,,.

## Étymologie
Le mot « brøderbund » n'est un vrai mot dans aucune langue et n'a jamais été utilisé comme nom de famille, mais est une traduction quelque peu vague de « bande de frères » dans un mélange de danois, néerlandais, allemand et suédois. Le nom de l’entreprise reflète ses origines familiales : « Brøder » est un mélange des mots suédois et danois pour frère, et « bund » est l’allemand pour alliance. Le « ø » dans « brøderbund » était utilisé en partie comme un jeu sur la lettre ø de l'alphabet dano-norvégien, mais faisait principalement référence au zéro barré trouvé dans les ordinateurs centraux, les terminaux et les premiers ordinateurs personnels (Ø).

## Historique

### Création
Brøderbund a été fondée par les frères Doug et Gary Carlston en 1980 dans le but de commercialiser le jeu Galactic Empire, un jeu informatique créé par Doug Carlston en 1979,. Les deux frères sont diplômés de l'université Harvard. Doug était un avocat en exercice depuis 1975, mais peu à peu le potentiel du secteur des logiciels l'a complètement sevré du travail juridique. Son frère Gary, également diplômé de Harvard avec un B.A. en littérature scandinave en 1973, faisait la navette vers la Suède où il entraînait une équipe féminine de basket-ball qui remporta le championnat national suédois. Il a également enseigné le suédois à l'université de Washington à Seattle. En 1983, le Brøderbund est passé de cinq à 60 personnes. Les frères ont été rejoints par leur sœur Cathy en 1981, ancienne acheteuse pour Lord and Taylor's à New York,. Le trio est représenté dans le logo original de l'entreprise, trois couronnes, qui est également l'emblème national suédois,.
L'Empire Galactique avait de nombreux noms tirés de langues africaines ; un groupe de commerçants s'appelait Broederbond, ce qui signifie en afrikaans « association de frères ». Pour souligner leurs origines familiales, tout en évitant un lien avec l'organisation ethno-nationaliste afrikaner du même nom, les Carlston ont changé l'orthographe en nommant leur entreprise « Brøderbund ».
En 1982, Brøderbund a produit des jeux d'arcade qui, a déclaré la société à Jerry Pournelle, se vendaient bien mieux que les jeux de stratégie. Burr, Egan, Deleage & Co. (BEDCO) a investi dans l'entreprise cette année-là. En 1983, les Carlston ont discuté publiquement de leurs projets visant à mettre l'accent sur les logiciels utilitaires domestiques (Bank Street Writer et autres applications « Bank Street »), les connaissances informatiques avec The Jim Henson Company et le divertissement éducatif. Au début de 1984, InfoWorld estimait que Brøderbund était à égalité avec Human Engineered Software en tant que dixième plus grande société de logiciels pour micro-ordinateurs et première société de logiciels de divertissement au monde, avec un chiffre d'affaires de 13 millions de dollars en 1983. Cette année-là, Brøderbund a repris les actifs de Synapse Software, une entreprise réputée mais en difficulté financière. Bien qu'ils aient eu l'intention de maintenir l'entreprise en activité, ils n'ont pas réussi à gagner de l'argent avec les produits Synapse et l'ont fermé au bout d'un an.
Le logiciel The Print Shop de Brøderbund a produit des affiches et des cartes de vœux. Brøderbund a entamé des discussions avec Unison World sur la création d'une version MS-DOS. Les deux sociétés n'ont pas pu s'entendre sur un contrat, mais Unison World a développé un produit avec une fonction et une interface utilisateur similaires, et Broderbund l'a poursuivi en justice pour violation de ses droits d'auteur. L’affaire Brøderbund c. Unison (1986) est devenu une affaire historique en établissant que l'apparence d'un produit logiciel pouvait être soumise à la protection du droit d'auteur.
Sierra On-Line et Brøderbund ont mis fin aux discussions sur la fusion en mars 1991. Cette année-là, Brøderbund avait un chiffre d'affaires d'environ 50 millions de dollars américains et une part de 25 % du marché de l'éducation. Carmen Sandiego a été son premier produit développé en interne, mais l'entreprise a désormais développé la plupart de ses logiciels ; Doug Carlston a déclaré que le Brøderbund devait « contrôler nos propres sources, contrôler notre avenir ». À la suite de l'échec d'une introduction en bourse en 1987, la société a réalisé un placement privé de 20 % d'actions auprès de Jostens. Broderbund est devenue une entreprise publique en novembre 1991 sous le symbole NASDAQ BROD. Lors de son introduction en bourse, The Print Shop représentait 33 % du chiffre d'affaires total et la série Carmen Sandiego 26 %. Le cours de l'action et la capitalisation boursière de Brøderbund ont atteint 72,50 $ US par action en septembre 1995, puis ont chuté régulièrement en raison de pertes continues pendant plusieurs années.
Le début et le milieu des années 1990 ont vu une tendance dans l'industrie du jeu vidéo à la consolidation des sociétés de développement et d'édition, alors que la hausse des coûts de développement et la pression des grands détaillants exerçaient une pression sur les petites entreprises,. Brøderbund a acquis PC Globe en juillet 1992. Elle a tenté d'acheter The Learning Company en 1995,, mais a été surenchéri par SoftKey, qui a acheté The Learning Company pour 606 millions de dollars en espèces et a ensuite adopté son nom.

### Débuts et premiers succès

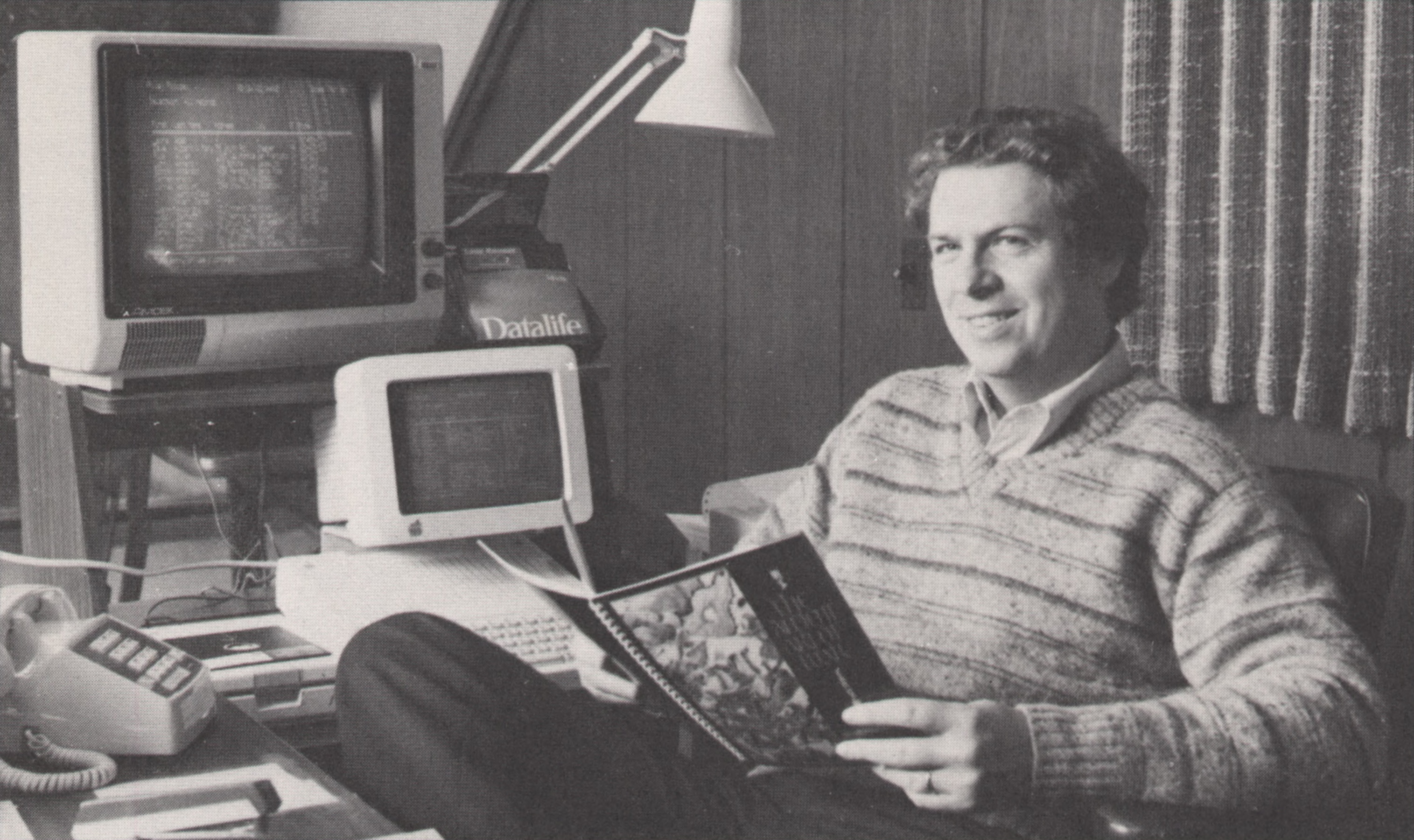
Doug Carlston en 1985.

Dans les mois qui suivent, la situation de Brøderbund n’est cependant pas très bonne et en mai 1980, ils ne parviennent ainsi pas à vendre un seul de leurs jeux. Plusieurs événements font cependant basculer l’avenir de l’entreprise. Impressionné par leurs jeux lors de leur première rencontre, la société Starcraft décide de se rendre à Eugene pour rencontrer Doug et Gary Carlston et ils signent un accord pour que Brøderbund distribuent leurs programmes aux États-Unis, dont notamment Apple Galaxian. Peu après, Gary Carlston se rend à San Francisco, où il engrange pour 5 000 $ de commandes et rencontre plusieurs acteurs de l’industrie du jeu vidéo. Pour revenir à Eugene, il remonte ensuite la côte Ouest des États-Unis en voiture en s’arrêtant dans les magasins qu’il croise afin de promouvoir ses programmes. Il engrange alors quotidiennement de nouvelles commandes, pour un total de 10 000 $ à son retour, et entre par hasard en contact avec Robert Leff, le créateur de l’entreprise de distribution de logiciel Softsel (alors baptisée Robwin Computing), à qui il transmet une copie de Apple Galaxian. Impressionné par le jeu, Robert Leff leur prête 800 $ afin qu’ils envoient des copies du jeu auprès de 400 points de vente aux États-Unis. Rapidement, les ventes de Brøderbund explosent et passent de 10 000 $ en novembre à 50 000 $ en décembre 1980. Pour sa première année d’activité, la société atteint ainsi un chiffre d’affaires de 100 000 $ et les deux frères se partagent pour 20 000 $ de bénéfice. Avec l’augmentation des ventes, la charge de travail des deux frères augmente et ils doivent recruter leur premier employé à temps partiel en décembre 1980, puis leurs deux premiers temps pleins début 1981. Ils recrutent également leur sœur, Cathy Carlson, en tant que chef de bureau puis en tant que responsable de la publicité. En mars 1981, ils se rendent tous les trois à la West Coast Computer Fair où ils présentent leur premier progiciel, baptisé Brøderbund Payroll. Également en mars, ils rencontrent Chris Jochumson qui leur envoie le jeu qu’il a programmé, Space Quarks. Ils lui proposent immédiatement un contrat pour publier le jeu et le recrute en tant que programmeur. À cause notamment de problèmes de livraison de leurs produits, liés à la fermeture temporaire de l’aéroport à cause du brouillard, il décide de déménager leur société. Après avoir envisagé Seattle, ils se décident finalement pour la Californie, à proximité de la Silicon Valley, et en août 1981, Doug et Cathy Carlson se rendent à San Francisco et louent une maison à San Rafael dans laquelle ils déménagent la société. Dans les deux mois qui suivent leur installation, ils recrutent onze nouveaux employés avant de déménager dans des bureaux à San Rafael. Le même mois, lors d’un salon d’informatique à Chicago, ils rencontrent David Snider qui leur présente le jeu de flipper qu’il a programmé sur Apple II. Très impressionné par son programme, ils le recrutent et publient son jeu, baptisé David's Midnight Magic, en décembre 1981. Celui-ci est un succès critique et commercial qui est notamment désigné jeu vidéo de l’année par le magazine Electronic Games. L’année 1981 se révèle ainsi très profitable pour Broderbund qui atteint un chiffre d’affaires d'un million de dollars, en augmentation de 1 000 % par rapport à l’année précédente. L’année suivante, Brøderbund publie notamment le jeu Choplifter de Dan Gorlin qui reste en tête des ventes de jeu vidéo pendant plusieurs mois d’affilée. Le chiffre d’affaires de la société s’envole et elle commence à attirer les investisseurs. En septembre 1982, la société Burr, Egan, Deleage & Co. entre ainsi au capital de Brøderbund, le reste des parts de la compagnie étant partagées entre les trois Carlston et une vingtaine d’actionnaires, dont certains de leurs employés. En décembre, la société commence véritablement à se diversifier avec la publication du traitement de texte Bank Street Writer sur Apple II puis sur Atari 8-bit, qui connait un certain succès après avoir été mentionné dans le Time. En 1982, le chiffre d’affaires de la société dépasse les trois millions de dollars.

### Rachat
En juin 1998, l'américain The Learning Company achète Brøderbund qui connaît des problèmes financiers depuis 3 ans, pour un total de 420 millions de dollars. The Learning Company annonce 500 licenciements en septembre (près de 42 % du total des employés). En décembre 1998, The Learning Company est racheté en partie par le groupe américain Mattel et renommé Mattel Interactive, cette opération et sa gestion dans les mois qui suivent font perdre beaucoup d'argent à Mattel, si bien que certains analystes parleront de « l'une des pires acquisitions dans l'histoire des sociétés commerciales ». En 1999-2000, à la suite de plusieurs acquisitions, Mattel connaît de graves problèmes financiers et cherche dès avril 2000 à se séparer au moins en partie de The Learning Company, il fait alors appel à la banque d'investissement Crédit suisse. En septembre 2000, il cède The Learning Company à Gores Technology Group afin qu'il vende la société. Ce groupe spécialisé dans la vente d'entreprises en difficulté, divise la société en trois sections : un pôle divertissements et jeux (qui sera vendu au français Ubisoft en mars 2001), une section centrée sur les logiciels éducatifs qui garde le nom de The Learning Company, et Brøderbund qui regroupe les logiciels domestiques.
Cette dernière section est rachetée fin août 2002 par la société irlandaise Riverdeep, qui produit et publie des logiciels éducatifs pour les écoles, pour un montant de 57,3 millions de dollars. Cette société basée à Dublin a précédemment acheté The Learning Company (le pôle éducatif) et acquiert ainsi l'ancien siège de Broderbund à Novato (Californie) qui comprend 275 employés, ainsi que divers petits studios à Dallas (Texas), Hiawatha (Iowa) et Woburn (Massachusetts), pour un total de 75 autres salariés.

## Données économiques

### Chiffre d'affaires
| Année              | 1980      | 1981        | 1982        | 1983         |
| ------------------ | --------- | ----------- | ----------- | ------------ |
| Chiffre d’affaires | 100 000 $ | 1 000 000 $ | 3 000 000 $ | 13 000 000 $ |

## Logiciels
- 3D Home Design
- American Greetings CreataCard
- Family Lawyer
- Family Tree Maker
- KidPix
- Mavis Bacon Teaches Typing
- PrintMaster and The Print Shop
- MovieShop Deluxe[53]

## Produits

### Jeux vidéo
| Année | Titre                                          | Développeur                      | Genre                                | Plate-forme                                                                                |
| ----- | ---------------------------------------------- | -------------------------------- | ------------------------------------ | ------------------------------------------------------------------------------------------ |
| 1979  | Galactic Empire                                | Doug Carlston                    | Jeu de stratégie                     | Apple II, Atari 8-bit, TRS-80                                                              |
| 1979  | Galactic Trader                                | Doug Carlston                    | Jeu de stratégie                     | Apple II, Atari 8-bit, TRS-80                                                              |
| 1980  | Galactic Revolution                            | Doug Carlston                    | Jeu de stratégie                     | Apple II, Atari 8-bit, TRS-80                                                              |
|       |                                                |                                  |                                      |                                                                                            |
| 1981  | Alien Typhoon                                  | Tony Suzuki                      | Shoot 'em up                         | Apple II                                                                                   |
| 1981  | Apple Galaxian (rebaptisé Alien Rain),         | Tony Suzuki                      | Shoot 'em up                         | Apple II                                                                                   |
| 1981  | Apple Panic                                    | Ben Serki                        | Jeu de plateforme                    | Apple II, Atari 8-bit, DOS, VIC-20                                                         |
| 1981  | David's Midnight Magic                         | David Snider                     | Jeu vidéo de flipper                 | Apple II – Atari 8-bit, C64                                                                |
| 1981  | Genetic Drift                                  | Scott Schram                     | Jeu vidéo d'action                   | Apple II, Atari 8-bit                                                                      |
| 1981  | Snoggle                                        | Jun Wada et Ken Iba              | Jeu de labyrinthe                    | Apple II                                                                                   |
| 1981  | Space Quarks                                   | Chris Jochumson                  | Shoot 'em up                         | Apple II                                                                                   |
| 1981  | Tawala’s Last Redoubt                          | Doug Carlston                    | Jeu de stratégie                     | Apple II, Atari 8-bit, TRS-80                                                              |
|       |                                                |                                  |                                      |                                                                                            |
| 1982  | A.E.                                           | Jun Wada et Makoto Horai         | Jeu vidéo d'action                   | Apple II, Atari 8-bit, VIC-20                                                              |
| 1982  | Arcade Machine                                 | Chris Jochumson et Doug Carlston | Shoot 'em up                         | Apple II                                                                                   |
| 1982  | Choplifter                                     | Dan Gorlin                       | Jeu vidéo d'action                   | Apple II, Atari 8-bit, C64                                                                 |
| 1982  | Dueling Digits                                 |                                  | Jeu éducatif                         | Apple II, Atari 8-bit                                                                      |
| 1982  | Labyrinth                                      | Corey Kosak                      | Jeu de labyrinthe                    | Apple II, Atari 8-bit                                                                      |
| 1982  | Martian Raider                                 |                                  | Shoot 'em up                         | VIC-20                                                                                     |
| 1982  | Mask of the Sun                                | Ultrasoft                        | Jeu d'aventure                       | Apple II, Atari 8-bit, C64                                                                 |
| 1982  | Seafox                                         | Ed Hobbs                         | Jeu d'action                         | Atari 8-bit, C64, VIC-20                                                                   |
| 1982  | Serpentine                                     | David Snider                     | Jeu d'arcade                         | Apple II, Atari 8-bit, C64                                                                 |
| 1982  | Shark Trap                                     |                                  | Shoot 'em up                         | VIC-20                                                                                     |
| 1982  | Star Blazer (rebaptisé Sky Blazer),            | Tony Suzuki                      | Shoot 'em up                         | Apple II, Atari 8-bit, VIC-20                                                              |
| 1982  | Stellar Shuttle                                | Matt Rutter                      | Shoot 'em up                         | Apple II, Atari 8-bit                                                                      |
| 1982  | Track Attack                                   | Chris Jochumson                  | Shoot 'em up                         | Apple II - Atari 8-bit                                                                     |
|       |                                                |                                  |                                      |                                                                                            |
| 1983  | Championship Lode Runner                       | Douglas E. Smith                 | Jeu de plateforme                    | Atari 8-bit Amstrad CPC, Apple II                                                          |
| 1983  | Drol                                           | Benny Aik Beng Ngo               | Jeu de plateforme                    | Atari 8-bit, C64, PC-88, Apple II                                                          |
| 1983  | Gumball                                        | Robert Cook                      | Jeu vidéo d'action                   | C64, Apple II                                                                              |
| 1983  | Lode Runner                                    | Douglas E. Smith                 | Jeu de plateforme                    | Atari 8-bit Amstrad CPC, Apple II                                                          |
| 1983  | MasterType                                     | Bruce Zweig                      | Jeu d'action                         | VIC-20                                                                                     |
| 1983  | Matchboxes                                     | Al Cheser                        | Jeu de puzzle                        | Atari 8-bit, C64                                                                           |
| 1983  | Operation Whirlwind                            | Roger Damon                      | Wargame                              | Atari 8-bit - C64                                                                          |
| 1983  | Spare Change                                   | Dan et Mike Zeller               | Jeu vidéo d'action                   | Atari 8-bit, C64, Apple II                                                                 |
| 1983  | Spelunker                                      | MicroGraphic Image               | Jeu de plateforme                    | Atari 8-bit, MSX, C64 (1983), Arcade (1984), NES (1985)                                    |
|       |                                                |                                  |                                      |                                                                                            |
| 1984  | Ancient Art of War                             | Evryware                         | Jeu de stratégie                     | Apple II, Mac, DOS                                                                         |
| 1984  | The Castles of Dr. Creep (en)                  | Ed Hobbs                         | Jeu de plateforme                    | Commodore 64                                                                               |
| 1984  | Karateka                                       | Jordan Mechner                   | Jeu vidéo d'action                   | Atari 8-bit, Amstrad CPC, Apple II, Atari ST                                               |
| 1984  | Mindwheel                                      | Synapse Software                 | Jeu d'aventure                       | Apple II, Atari 8-bit, Atari ST, C64, IBM PC                                               |
| 1984  | Raid on Bungeling Bay                          | Will Wright                      | Shoot 'em up                         | Commodore 64                                                                               |
| 1984  | Stealth                                        |                                  | Shoot 'em up                         | C64                                                                                        |
| 1984  | Whistler's Brother                             |                                  | Jeu de plateforme                    | Atari 8-bit, C64                                                                           |
|       |                                                |                                  |                                      |                                                                                            |
| 1985  | Blue Max 2001                                  | Synapse Software                 | Shoot 'em up                         | Atari 8-bit                                                                                |
| 1985  | Brimstone                                      | Synapse Software                 | Jeu d'aventure                       | Apple II, Atari 8-bit, Atari ST, C64, Mac, IBM PC                                          |
| 1985  | Captain Goodnight and the Islands of Fear (en) |                                  | Jeu d’action-aventure                | Apple II                                                                                   |
| 1985  | Lode Runner's Rescue                           | Synapse Software                 | Jeu vidéo d'action                   | Atari 8-bit                                                                                |
| 1985  | Serpent's Star                                 | Ultrasoft                        | Jeu d'aventure                       | Atari 8-bit                                                                                |
| 1985  | Moebius: The Orb of Celestial Harmony          | Origin Systems                   | Jeu vidéo de rôle                    | Apple II, Atari ST, Amiga, C64, Mac, IBM PC                                                |
| 1985  | Where in the World Is Carmen Sandiego?         | Brøderbund Software              | Jeu éducatif                         | Apple II, C64, IBM PC, Mac                                                                 |
|       |                                                |                                  |                                      |                                                                                            |
| 1986  | Airheart (en)                                  | Dan Gorlin                       | Jeu d'action                         | Apple II                                                                                   |
| 1986  | Breakers                                       | Synapse Software                 | Jeu d'aventure                       | Commodore 64                                                                               |
| 1986  | Where in the U.S.A. Is Carmen Sandiego?        | Brøderbund Software              | Jeu éducatif                         | Amiga, Apple II, C64, IBM PC, Macintosh                                                    |
|       |                                                |                                  |                                      |                                                                                            |
| 1987  | Ancient Art of War at Sea                      | Evryware                         | Wargame                              | Apple II, IBM PC, Mac                                                                      |
| 1987  | Superbike Challenge                            | Microïds                         | Jeu de course                        | Atari ST, C64, IBM PC                                                                      |
| 1987  | Wings of Fury                                  | Steve Waldo                      | Shoot 'em up                         | Amiga, Amstrad CPC, Apple II, C64                                                          |
|       |                                                |                                  |                                      |                                                                                            |
| 1988  | Arcade Game Construction Kit (en)              | Brøderbund Software              | Jeu d'action                         | C64                                                                                        |
| 1988  | Joan of Arc: Siege and the Sword               | Chip                             | Jeu vidéo de stratégie               | Amiga, Atari ST, IBM PC                                                                    |
| 1988  | Operation: Cleanstreets                        | Brøderbund Software              | Beat 'em up                          | Amiga                                                                                      |
| 1988  | Shufflepuck Cafe                               | Brøderbund Software              | Jeu vidéo de sport                   | Mac, Amiga, Atari ST, Amstrad CPC                                                          |
| 1988  | Star Wars (adaptation)                         | Atari                            | Shoot 'em up                         | Amiga, Atari ST, C64, IBM PC, Mac                                                          |
| 1988  | Typhoon Thompson                               | Dan Gorlin                       | Jeu d'action                         | Amiga, Atari ST                                                                            |
| 1988  | Where in Europe Is Carmen Sandiego?            | Brøderbund Software              | Jeu éducatif                         |                                                                                            |
|       |                                                |                                  |                                      |                                                                                            |
| 1989  | Battle of Olympus                              | Infinity                         | Jeu d'action-aventure                | NES                                                                                        |
| 1989  | Guardian Legend                                | Compile                          | Jeu d'action-aventure / Shoot 'em up | NES                                                                                        |
| 1989  | Legacy of the Wizard                           | Nihon Falcom                     | Action-RPG                           | NES                                                                                        |
| 1989  | Prince of Persia                               | Brøderbund Software              | Jeu de plateforme                    | Amstrad CPC, Apple II, PC, Game Boy, Game Gear, Mac, Mega CD, NES, PC Engine et Mega Drive |
| 1989  | Where in North Dakota Is Carmen Sandiego?      | Brøderbund Software              | Jeu éducatif                         | Apple II                                                                                   |
| 1989  | Where in Time Is Carmen Sandiego?              | Brøderbund Software              | Jeu éducatif                         |                                                                                            |
|       |                                                |                                  |                                      |                                                                                            |
| 1990  | Dusty Diamond's All-Star Softball              |                                  |                                      | NES                                                                                        |
| 1990  | Wolfpack                                       | NovaLogic                        | Jeu de simulation                    | PC                                                                                         |
| 1990  | 4D Sports Driving                              | Distinctive Software             | Jeu vidéo de course                  | PC                                                                                         |
| 1990  | Blodia                                         |                                  | Jeu de puzzle                        | PC Engine                                                                                  |
|       |                                                |                                  |                                      |                                                                                            |
| 1991  | Patton Strikes Back                            | Chris Crawford                   | Wargame                              | Macintosh, IBM PC                                                                          |
| 1991  | Where in America's Past Is Carmen Sandiego?    | Brøderbund Software              | Jeu éducatif                         | Apple II, IBM PC, Macintosh                                                                |
|       |                                                |                                  |                                      |                                                                                            |
| 1993  | Prince of Persia 2: The Shadow and the Flame   | Brøderbund Software              | Jeu de plateforme                    | Mac et PC                                                                                  |
| 1993  | Where in Space Is Carmen Sandiego?             | Brøderbund Software              | Jeu éducatif                         | IBM PC, Macintosh                                                                          |
| 1994  | Myst                                           | Cyan Worlds                      | Jeu d'aventure                       | Mac et PC                                                                                  |
| 1995  | In the 1st Degree (en)                         |                                  | Jeu d'aventure                       | Mac et PC                                                                                  |
| 1995  | L'Odyssée des Zoombinis                        |                                  | Logiciel ludo-éducatif               | Mac et PC                                                                                  |
| 1997  | The Last Express                               |                                  | Jeu d'aventure                       | PC                                                                                         |
| 1997  | Riven                                          | Cyan Worlds                      | Jeu d'aventure                       | Mac et PC                                                                                  |
| 1998  | WarBreeds                                      | Red Orb Entertainment            | Jeu de stratégie en temps réel       | PC                                                                                         |

### Logiciels
| Année | Titre              | Développeur                 | Genre                       | Plate-forme                        |
| ----- | ------------------ | --------------------------- | --------------------------- | ---------------------------------- |
| 1984  | Bank Street Writer |                             | Traitement de texte         | Apple II, Atari 8-bit              |
| 1984  | Dazzle Draw (en)   | David Snider                | Éditeur d'image matricielle | Apple II                           |
| 1984  | The Print Shop     | David Balsam et Martin Kahn | Traitement de texte         | Atari 8-bit, Apple II, C64, IBM PC |
| 1985  | Bank Street Mailer |                             | Traitement de texte         | Apple II                           |
| 1985  | Fantavision        |                             | Animation                   | Apple II – Amiga, IBM PC           |
| 1986  | Geometry           | Sensei Software             |                             | Macintosh                          |
| 1986  | Thinking Cap       |                             |                             | Commodore 64                       |
| 1986  | Type!              |                             |                             | Apple II - C64, IBM PC             |